# Grad Thörner
Das Grad Thörner (Einheitenzeichen °Th, nach dem deutschen Chemiker Wilhelm Thörner) ist eine gebräuchliche dimensionslose Maßeinheit in Schweden und den Nachfolgestaaten der Sowjetunion zur Bestimmung des Säuregrades von Milch, ähnlich der Soxhlet-Henkel-Zahl (°SH).
Das Grad Thörner ist definiert als das Volumen an 0,1-molarer Natronlauge, das benötigt wird, um bei einer 100-ml-Probe, verdünnt mit zwei Teilen destillierten Wassers, einen Farbumschlag des pH-Indikators Phenolphthalein zu rosa (= basisch) zu erreichen:
{\displaystyle {\text{°Th}}={\frac {V_{\text{NaOH 1/10-molar}}}{\text{100 ml Milch}}}={\frac {10}{4}}\cdot {\text{°SH}}={\frac {10}{9}}\cdot {\text{°D}}}
Normale Milch hat einen Säuregrad von ca. 17 °Th.